# Octospinifer macilentus
Octospinifer macilentus är en hakmaskart som beskrevs av Van Cleave 1919. Octospinifer macilentus ingår i släktet Octospinifer och familjen Neoechinorhynchidae. Inga underarter finns listade i Catalogue of Life.